# مخطط تصنيف الفيزياء والفلك
مخطط تصنيف الفيزياء والفلك (PACS) هو مخطط تم تطويره في عام 1970 بواسطة المعهد الأمريكي للفيزياء (AIP) لتصنيف المؤلفات العلمية باستخدام مجموعة هرمية من الرموز. تم استخدام المخطط من قِبل أكثر من 160 مجلة دولية ، بما في ذلك سلسلة المراجعة الفيزيائية منذ عام 1975. منذ عام 2016 ، قدمت الجمعية الفيزيائية الأمريكية (عناوين موضوعات الفيزياء) بدلاً من هذا المخطط.